# Marijana Petir
Marijana Petir (Kutina, 4. listopada 1975.), političarka, bivša hrvatska zastupnica u Europskom parlamentu, vanjska članica Odbora za ljudska prava i prava nacionalnih manjina Hrvatskog sabora, voditeljica Ureda za promicanje socijalnog nauka Crkve Sisačke biskupije, članica Odbora za poljoprivredu i ruralni razvoj EU Parlamenta, bivša saborska zastupnica i zamjenica župana, potpredsjednica HSS-a. Po struci je profesorica biologije i teologinja.
Glavno područje njenog stručnog rada su odnosi s javnošću, a u njenom političkom radu ističu se teme ženskih prava i zaštite okoliša.

## Životopis
Rodila se 4. listopada 1975. u Kutini. Završila je dva fakulteta: Prirodoslovno-matematički fakultet u Zagrebu i Katoličko-bogoslovni fakultet u Zagrebu. Na Sveučilištu u Zagrebu je završila i poslijediplomski studij iz Managementa neprofitnih organizacija i socijalnog zagovaranja.

## Politička karijera
Od 1998. do 2000. godine vodi ekološku udrugu «Zeleni Moslavine», koja se bori protiv širenja GMO, te predvodi Antinuklearnu kampanju u Moslavini, koja se s uspjehom protivi tada planiranoj gradnji nuklearnog otpada na Moslavačkoj gori.
Bila je zastupnicom Četvrtog saziva Hrvatskog sabora. Mandat je obnašala od 16. siječnja 2002. do 22. prosinca 2003. godine, dok je na zastupničkom mjestu mijenjala zastupnika Stjepana Radića. Izabrana je u 6. izbornoj jedinici, gdje je ušla kao zajednička kandidatica s liste Hrvatske seljačke stranke, Liberalne stranke i Hrvatske socijalno-liberalne stranke. U 4. je sazivu Sabora obnašala dužnosti članice Odbora za prostorno uređenje i zaštitu okoliša i članice Odbora za europske integracije.
Od travnja 2003. do ožujka 2004. godine angažirana je kao glasnogovornica HSS-a, gdje koristi znanja i vještine koja je bila stekla na glasnogovornica Ministarstva zaštite okoliša i prostornog uređenja - gdje je na počecima svoje stručne karijere 2000. i 2001. god. bila vježbenica i potom stručna suradnica.
Od studenog 2004. do siječnja 2005. god. glasnogovornica je izbornog stožera predsjednika Republike Hrvatske Stjepana Mesića, koji na predsjedničkim izborima 2005. osvaja svoj drugi mandat.
Od lipnja 2005. do siječnja 2008. god. obnaša dužnost zamjenice županice Sisačko-moslavačke županije. U tom je razdoblju i predsjednica Regionalne organizacije HSS-a za Središnju Hrvatsku.
U 6. izbornoj jedinici izborila je 2007. god. mandat zatupnice u 6. saziva Hrvatskog sabora, kao zajednička kandidatica s liste Hrvatske seljačke stranke i Hrvatske socijalno-liberalne stranke. Zastupničku dužnost je počela obnašati od 11. siječnja 2008. godine. U 6. je sazivu bila predsjednicom Odbora za zaštitu okoliša, članicom Odbora za prostorno uređenje i graditeljstvo, članicom Odbora za međuparlamentarnu suradnju, članicom Izaslanstva Hrvatskoga sabora u Zajedničkom parlamentarnom odboru Republike Hrvatske - Europske unije, članicom Izaslanstva Hrvatskog sabora u Parlamentarnoj skupštini Vijeća Europe te zamjenicom člana Nadzornog odbora Hrvatske banke za obnovu i razvitak. Predsjedavala je klubom zastupnika HSS-a. 
Nakon što je od siječnja 2008. god. obnašala dužnost predsjednice Kluba zastupnika HSS-a, smijenjena je s te dužnosti nakon što je dana 9. srpnja 2009. god. - kao jedini glas “protiv“ - glasovala protiv donošenja Zakona o suzbijanju diskriminacije. Donošenju takvog zakona su se protivile sve veće vjerske zajednice u Republici Hrvatskoj, jer su u njemu vidjele u prvom redu sredstvo promicanja homoseksualnosti, ali je vlada Ive Sanadera uspjela osigurati potpuno suglasje svih stranaka zastupljenih u Hrvatskom saboru - uključujući i HSS čijim je klubom zastupnika Marijana Petir do tada upravljala. Nastavila je obnašati dužnost saborske zastupnice do kraja mandata 2011. godine.
Na parlamentarnim izborima 2011. god. nije osvojila mandat (HSS je uspio osvojiti samo jedno zastupničko mjesto), te je ostala angažiranom kao predsjednica Županijske organizacije HSS Sisačko-moslavačke županije, na čijem je čelu bila još od 2002. godine (prije toga, od 2000. godine, bila je potpredsjednicom te županijske organizacija HSS-a), te gdje je od 2008. godine bila i vijećnica HSS-a u skupštini Sisačko-moslavačke županije. Nastavlja obnašati i dužnost potpredsjednice HSS-a, na koju je dužnost bila izabrana 2008. godine. U tom je razdoblju također i voditeljica Ureda za socijalni nauk Crkve Sisačke biskupije.

### Europski parlament
U razdoblju nakon 2011. god. djeluje ipak u Hrvatskom saboru kao članica Odbora za ljudska prava i prava nacionalnih manjina Hrvatskoga sabora, u svojstvu predstavnice iz redova Katoličke crkve.
Izabrana je 2014. za zastupnicu u EU parlamentu s kandidacijske liste HDZ - HSS - HSP AS - BUZ – HDS - ZDS. Za svoju kandidaturu dobila je potporu seljačkih vođa.
U Europskom parlamentu obnaša dužnosti članice Odbora za poljoprivredu i ruralni razvoj, Odbora za prava žena i ravnopravnost spolova te Izaslanstva u Zajedničkom parlamentarnom odboru bivše jugoslavenske Republike Makedonije. Zamjenica je člana u Odboru za okoliš, javno zdravlje i sigurnost hrane, Izaslanstva za odnose s Izraelom i Izaslanstva u Parlamentarnoj skupštini Unije za Mediteran.
Marijana Petir bila je organizatorica izložbe „Kardinal Stepinac – apostol nade i ljubavi prema Bogu i ljudima“ koja je održana u prostorijama Europskog parlamenta 14. lipnja 2016. godine. Izložbu je organizirana u suradnji s Uredom za kulturna dobra Zagrebačke nadbiskupije te Hrvatskim katoličkim sveučilištem, a otvorila ju je potpredsjednica EP-a Mairead McGuinness, uz prisustvo pomoćnog zagrebačkog biskupa, mons. Ivana Šaška kao izaslanika zagrebačkog nadbiskupa kardinala Josipa Bozanića. McGuinnes je istaknula kako je izložba "svojevrsno svetište u srcu Europskog parlamenta". Zbog održavanja navedene izložbe Ministarstvo vanjskih poslova Srbije poslalo je prosvjedna pisma predsjedniku Europskog parlamenta Martinu Schulzu, predsjedavajućem Odbora za vanjske poslove Elmaru Brocku i EPP-u navodeći da je "Stepinac odgovoran za suradnju s ustaškim režimom i masovno pokrštavanje desetine tisuća Srba".

## Zanimljivosti
Zastupnica uživa veliki ugled u kršćanskim krugovima u Hrvatskoj. Ugled joj je osobito narastao kad se pokazala dosljednom katoličkom političarkom, za razliku od brojnih drugih zastupnika iz konzervativnih stranaka, te je u srpnju 2008. bila jedina protiv predložene formulacije Zakona o suzbijanju diskriminacije (uz suzdržani glas zastupnika Bagarića). Tada su desni hrvatski mediji govorili o "jednom i pol katoliku u Hrvatskom saboru", a Marijana Petir je zbog svojih ustrajnih kršćanskih stavova bila izložena medijskim napadima od strane LGBTIQ zajednice, koja ju je tijekom desetog gay pridea održanog u lipnju 2011. god.Zagrebu proglasila i "homofobom godine". Marijana Petir im je uzvratila kako ovo smatra govorom mržnje i njih doživljava kao kršćanofobe. Istaknula je kao zanimljivo to što je 'titulu' "homofoba" dobila 2011. kada je njenom zaslugom iz saborske procedure povučen prijedlog zakona o vodama koji bi omogućio njihovu privatizaciju, a ne tri godine ranije kada je u Saboru glasovala protiv zakona o suzbijanju diskriminacije jer ga je smatrala manjkavim.
Kao zastupnica u Europskom parlamentu zauzima se za oslobođenje hrvatskog državljana i ratnog veterana Veljka Marića iz srbijanskog zatvora. U prosincu 2015. godine ga je i posjetila u zatvoru.

## Vanjske poveznice
- Profil na službenoj stranici Europskog parlamenta
- Profil na mrežnim stranicama Europske pučke stranke  Arhivirana inačica izvorne stranice od 24. travnja 2015. (Wayback Machine)
- Članci za "Marijana Petir", pristupljeno 12. ožujka 2015.
- Hrvatsko žrtvoslovno društvo: Članovi predsjedništva, pristupljeno 5. ožujka 2015.[neaktivna poveznica]
- Newsletter Marijane Petir  Arhivirana inačica izvorne stranice od 7. veljače 2016. (Wayback Machine), pristupljeno 12. ožujka 2015